# Tatsuo Kitamura
Tatsuo Kitamura (jap. 北村 辰夫 Kitamura Tatsuo; * 10. Januar 1940 in Shinano) ist ein ehemaliger japanischer Skilangläufer.
Kitamura, der an der Nihon-Universität in Tokio studierte, trat international erstmals bei den Nordischen Skiweltmeisterschaften 1962 in Zakopane in Erscheinung, wobei er den zehnten Platz mit der Staffel errang. In der Saison 1963/64 belegte er bei der Winter-Universiade 1964 in Špindlerův Mlýn den neunten Platz über 15 km und bei seiner einzigen Teilnahme an Olympischen Winterspielen im Februar 1964 in Innsbruck den 51. Platz über 30 km, den 26. Rang über 15 km sowie zusammen mit Hidezō Takahashi, Kazuo Satō und Chogoro Yahata den zehnten Platz mit der Staffel. In der Saison 1965/66 kam er bei der Winter-Universiade 1966 in Sestriere auf den sechsten Platz über 15 km und bei den Nordischen Skiweltmeisterschaften 1966 in Oslo auf den 37. Platz über 15 km. Bei japanischen Meisterschaften siegte er in den Jahren 1958, 1960 und 1963 über 15 km.